# Đa Minh Trần Duy Ninh
Đa Minh Trần Duy Ninh là một giáo dân theo đạo Công giáo, tử vì đạo dưới triều vua Tự Đức, được Giáo hội Công giáo Rôma phong Hiển Thánh vào năm 1988.
Ông sinh năm 1841 tại làng Trung Linh, tỉnh Nam Định (nay thuộc giáo xứ Trung Linh, xã Xuân Ngọc, huyện Xuân Trường, tỉnh Nam Định, thuộc Giáo phận Bùi Chu), là một giáo dân đạo hạnh trong xứ đạo. Do sắc lệnh cấm đạo của vua Tự Đức, ngày 16 tháng 9 năm 1861, ông cùng nhiều giáo dân bị bắt giải về phủ Xuân Trường. Do không chịu đạp ảnh Thánh, ông bị khắc chữ "tả đạo" vào má và đưa đi lưu đày ở làng Đông Trị, huyện Đông Quan (Thái Bình. Trong hơn 9 tháng ngục tù không lay chuyển được ông bỏ đạo, tổng đốc Nguyễn Đình Tân đã ra lệnh xử trảm vào ngày 2 tháng 6 năm 1862 tại pháp trường An Triêm, tỉnh Nam Định.